# 雪地虎耳草
雪地虎耳草（学名：Saxifraga chionophila），为虎耳草科虎耳草属下的一个植物种。